# Bocaina de Minas
Bocaina de Minas är en kommun i Brasilien.   Den ligger i delstaten Minas Gerais, i den sydöstra delen av landet, 800 km sydost om huvudstaden Brasília. Antalet invånare är 5 000.
I omgivningarna runt Bocaina de Minas växer huvudsakligen savannskog. Runt Bocaina de Minas är det glesbefolkat, med 9 invånare per kvadratkilometer.